# Grand Prix Południowej Afryki 1969

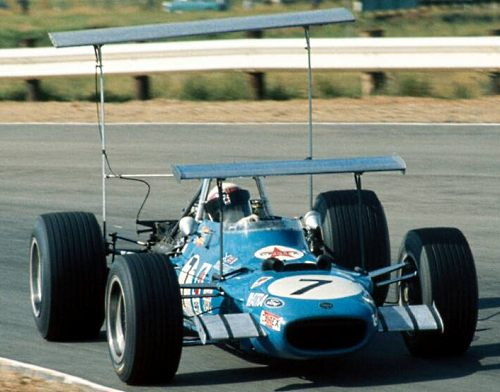
Jackie Stewart podczas Grand Prix Południowej Afryki 1969

Grand Prix Południowej Afryki 1969 (oryg. South African Grand Prix) – pierwsza runda Mistrzostw Świata Formuły 1 w sezonie 1969, która odbyła się 1 marca 1969, po raz trzeci na torze Kyalami.
15. Grand Prix Południowej Afryki, szóste zaliczane do Mistrzostw Świata Formuły 1.

## Wyścig
| Legenda oznaczeń w tabelach wyników Wyświetl szablon na nowej stronie | Legenda oznaczeń w tabelach wyników Wyświetl szablon na nowej stronie                                                                     |
| Oznaczenie                                                            | Wyjaśnienie |
| --------------------------------------------------------------------- | --- |
| Złoty                                                                 | Zwycięzca lub mistrzostwo |
| Srebrny                                                               | 2. miejsce lub wicemistrzostwo |
| Brązowy                                                               | 3. miejsce lub II wicemistrzostwo |
| Zielony                                                               | Ukończył, punktował (w klasyfikacji generalnej, gdy zdobył co najmniej jeden punkt na przestrzeni sezonu, poza trzema powyższymi opcjami) |
| Niebieski                                                             | Ukończył, nie punktował (w klasyfikacji generalnej, gdy nie zdobył co najmniej jednego punktu na przestrzeni sezonu)                      |
| Czerwony                                                              | Nie zakwalifikował się (NZ) |
| Czerwony                                                              | Nie prekwalifikował się (NPK) |
| Różowy                                                                | Nie ukończył (NU) |
| Różowy                                                                | Niesklasyfikowany (NS) (w klasyfikacji generalnej, gdy nie został sklasyfikowany w żadnym wyścigu sezonu)                                 |
| Czarny                                                                | Zdyskwalifikowany (DK) |
| Czarny                                                                | Wykluczony (WYK/EX) |
| Biały                                                                 | Nie wystartował (NW) |
| Biały                                                                 | Kontuzjowany (K/INJ) |
| Biały                                                                 | Wyścig odwołany (OD/C) |
| Bez koloru                                                            | Został wycofany (WYC/WD) |
| Bez koloru                                                            | Nie przybył (NP/DNA) |
| Bez koloru                                                            | Nie brał udziału w treningach (NT/DNP) |
| Bez koloru                                                            | Nie został zgłoszony (–) |
| Pogrubienie                                                           | Start z pole position |
| Kursywa                                                               | Najszybsze okrążenie wyścigu |
| †                                                                     | Nie ukończył, ale jego rezultat został zaliczony ze względu na przejechanie więcej niż 90% dystansu wyścigu.                              |
| *                                                                     | Sezon w trakcie |
| 1/2/3                                                                 | Punktowana pozycja w sprincie kwalifikacyjnym                                                                                             |
| Lista systemów punktacji Formuły 1                                    | |

| Poz | Nr                | Kierowca             | Konstruktor   | Okrążenia | Czas/Powód NU                              | Poz. start. | Punkty |
| --- | ----------------- | -------------------- | ------------- | --------- | ------------------------------------------ | ----------- | ------ |
| 1   | 7                 | Jackie Stewart       | Matra-Ford    | 80        | 1h:50:39,100                               | 4           | 9      |
| 2   | 2                 | Graham Hill          | Lotus-Ford    | 80        | + 18,800                                   | 7           | 6      |
| 3   | 5                 | Denny Hulme          | McLaren-Ford  | 80        | + 31,800                                   | 3           | 4      |
| 4   | 4                 | Jo Siffert           | Lotus-Ford    | 80        | + 49,200                                   | 12          | 3      |
| 5   | 6                 | Bruce McLaren        | McLaren-Ford  | 79        | + 1 okr.                                   | 8           | 2      |
| 6   | 8                 | Jean-Pierre Beltoise | Matra-Ford    | 78        | + 2 okr.                                   | 11          | 1      |
| 7   | 11                | Jackie Oliver        | BRM           | 77        | + 3 okr.                                   | 14          |        |
| 8   | 17                | Sam Tingle           | Brabham-Repco | 73        | + 7 okr.                                   | 17          |        |
|     | Niesklasyfikowani |                      |               |           |                                            |             |        |
| NS  | 19                | Peter de Klerk       | Brabham-Repco | 67        | niesklasyfikowany                          | 16          |        |
| NS  | 2                 | Jochen Rindt         | Lotus-Ford    | 44        | pompa paliwowa                             | 2           |        |
| NS  | 10                | John Surtees         | BRM           | 40        | silnik                                     | 18          |        |
| NS  | 12                | Pedro Rodríguez      | BRM           | 38        | wyciek wody                                | 15          |        |
| NS  | 9                 | Chris Amon           | Ferrari       | 34        | silnik                                     | 5           |        |
| NS  | 14                | Jack Brabham         | Brabham-Ford  | 32        | utrata tylnego skrzydła/prowadzenie bolidu | 1           |        |
| NS  | 3                 | Mario Andretti       | Lotus-Ford    | 31        | układ przeniesienia napędu                 | 6           |        |
| NS  | 16                | John Love            | Lotus-Ford    | 31        | zapłon                                     | 10          |        |
| NS  | 15                | Jacky Ickx           | Brabham-Ford  | 20        | zapłon                                     | 13          |        |
| NS  | 18                | Basil van Rooyen     | McLaren-Ford  | 12        | hamulce                                    | 9           |        |